# Perú en los Juegos Panamericanos de 2011
Perú fue uno de los países que participó en los Juegos Panamericanos de 2011 en la ciudad de Guadalajara, México. La delegación peruana estuvo compuesta por 139 deportistas que compitieron en 22 deportes.Perú obtuvo 7 medallas (2 de plata y 5 de bronce).
La abanderada en la ceremonia de apertura fue el luchadora Jenny Mallqui.

## Medallistas
| Medalla | Atletas                        | Deporte   | Evento              | Fecha         |
| ------- | ------------------------------ | --------- | ------------------- | ------------- |
| Plata   | Lizbeth Diez-Canseco           | Taekwondo | 49 kg               | 15 de octubre |
| Plata   | Alexandra Grande               | Karate    | 61 kg               | 29 de octubre |
| Bronce  | Claudia Rivero                 | Bádminton | Individual femenino | 18 de octubre |
| Bronce  | Claudia Rivero Rodrigo Pacheco | Bádminton | Dobles mixtos       | 18 de octubre |
| Bronce  | Gladys Tejeda                  | Atletismo | Maratón             | 23 de octubre |
| Bronce  | Inés Melchor                   | Atletismo | 5 000 m             | 27 de octubre |
| Bronce  | Juan Postigos                  | Judo      | 60 kg               | 29 de octubre |

## Atletas

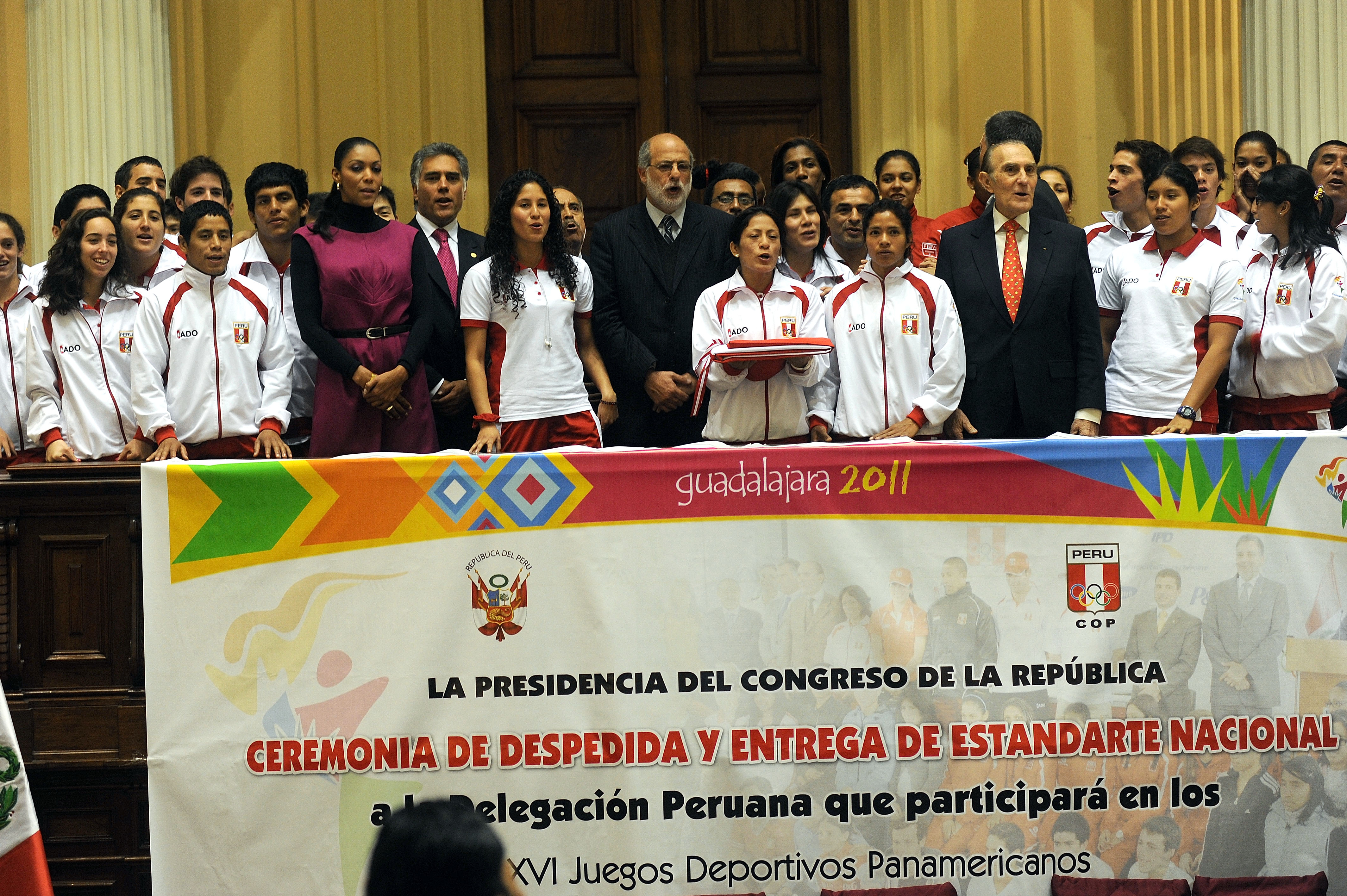
Despedida de la delegación peruana antes de su partida hacia los XVI Juegos Panamericanos

| Disciplina             | Deportistas | Deportistas | Deportistas |
| Disciplina             | Masculinos  | Femeninos   | Total       |
| Atletismo              | 9           | 14          | 23          |
| Bádminton              | 4           | 4           | 8           |
| Bolos                  | 2           | 2           | 4           |
| Boxeo                  | 1           | 0           | 1           |
| Equitación             | 1           | 3           | 4           |
| Esquí acuático         | 2           | 3           | 5           |
| Gimnasia               | 2           | 1           | 3           |
| Judo                   | 4           | 2           | 6           |
| Karate                 | 4           | 1           | 5           |
| Levantamiento de pesas | 1           | 2           | 3           |
| Lucha                  | 3           | 3           | 6           |
| Natación               | 4           | 6           | 10          |
| Pelota vasca           | 2           | 0           | 2           |
| Remo                   | 5           | 1           | 6           |
| Squash                 | 3           | 0           | 3           |
| Taekwondo              | 1           | 2           | 3           |
| Tenis                  | 3           | 3           | 6           |
| Tenis de mesa          | 1           | 3           | 4           |
| Tiro deportivo         | 13          | 4           | 17          |
| Triatlón               | 1           | 0           | 1           |
| Vela                   | 6           | 1           | 7           |
| Voleibol               | 0           | 12          | 12          |
| Total                  | 72          | 67          | 139         |

## Deportes

### Atletismo
Femenino
Eventos de pista
| Atleta                   | Evento            | Clasificación | Clasificación | Final        | Final             |
| Atleta                   | Evento            | Tiempo        | Posición      | Tiempo       | Posición          |
| ------------------------ | ----------------- | ------------- | ------------- | ------------ | ----------------- |
| Wilma Yanet Arizapana    | 5000 metros       | ———           | ———           | 17:06.99     | 9                 |
| Inés Melchor             | 5000 metros       | ———           | ———           | 16:41.50     | Medalla de bronce |
| Hortencia Arzapalo       | 10000 metros      | ———           | ———           | 37:10.63     | 8                 |
| Julia Rivera             | 10000 metros      | ———           | ———           | 35:46.21     | 6                 |
| Giuliana Maria Franciosi | 100 m vallas      | 14.67         | 7             | No clasificó | No clasificó      |
| Yony Ninahuanan          | 3000 m obstáculos | ———           | ———           | 11:00.30     | 7                 |
| Jemena Helen Misayauri   | Maratón           | ———           | ———           | 3:06:40      | 13                |
| Gladys Tejeda            | Maratón           | ———           | ———           | 2:42:09      | Medalla de bronce |
| Farilus Eliana Morales   | 20 km marcha      | ———           | ———           | 1:45:38      | 12                |

Eventos de campo
| Atleta               | Evento            | Final     | Final    |
| Atleta               | Evento            | Distancia | Posición |
| -------------------- | ----------------- | --------- | -------- |
| Gabriela Ana Saravia | Salto de altura   | 1.65 m.   | 9        |
| Maria Isabel Ferrand | Salto con pértiga | 3.55 m.   | 13       |
| Jessica Daiana Fu    | Salto con pértiga | 3.55 m.   | 14       |

Masculino
Eventos de pista
| Atleta                  | Evento            | Clasificación | Clasificación | Final        | Final        |
| Atleta                  | Evento            | Tiempo        | Posición      | Tiempo       | Posición     |
| ----------------------- | ----------------- | ------------- | ------------- | ------------ | ------------ |
| Jhon Cusi               | 5000 metros       | ———           | ———           | 14:28.31     | 9            |
| Raul Cesar Machahuay    | 5000 metros       | ———           | ———           | 14:43.05     | 15           |
| Jhon Cusi               | 10000 metros      | ———           | ———           | No finalizó  | No finalizó  |
| Raul Cesar Machahuay    | 10000 metros      | ———           | ———           | 30:55.05     | 7            |
| Javier Arturo McFarlane | 100 m vallas      | 14.30         | 8             | No clasificó | No clasificó |
| Jorge Armando McFarlane | 100 m vallas      | 13.72         | 5             | No clasificó | No clasificó |
| Mario Bazán             | 3000 m obstáculos | ———           | ———           | 8:56.31      | 7            |
| Constantino León        | Maratón           | ———           | ———           | 2:21:18      | 7            |
| Raúl Manuel Pacheco     | Maratón           | ———           | ———           | 2:27:39      | 12           |

Eventos de campo
| Atleta                  | Evento            | Clasificación | Clasificación | Final     | Final    |
| Atleta                  | Evento            | Distancia     | Posición      | Distancia | Posición |
| ----------------------- | ----------------- | ------------- | ------------- | --------- | -------- |
| Arturo Chávez           | Salto de altura   | ———           | ———           | 2.10 m.   | 12       |
| Jorge Armando McFarlane | Salto de longitud | 7.83 m.       | 3             | 7.78 m.   | 5        |
| Michael Kevin Putman    | Peso              | ———           | ———           | 17.74 m.  | 10       |

### Bádminton
Femenino

| Atleta                            | Evento     | Ronda de 32            | Ronda de 16              | Cuartos de final       | Semifinal         | Final           | Posición Final    |
| Atleta                            | Evento     | Rival Resultado        | Rival Resultado          | Rival Resultado        | Rival Resultado   | Rival Resultado | Posición Final    |
| --------------------------------- | ---------- | ---------------------- | ------------------------ | ---------------------- | ----------------- | --------------- | ----------------- |
| Claudia Rivero                    | Individual | Shari Watson 2 - 0     | Nikté Sotomayor 2 - 0    | Rena Wang 2 - 0        | Joycelyn Ko 1 - 2 | No clasificó    | Medalla de bronce |
| Christina Aicardi                 | Individual | Natalia Villegas 2 - 0 | María L. Hernández 2 - 1 | Victoria Montero 0 - 2 | No clasificó      | No clasificó    | 5                 |
| Alejandra Monteverde              | Individual | Rujshaar Ishaak 2 - 0  | Lohaynny Vicente 0 - 2   | No clasificó           | No clasificó      | No clasificó    | 9                 |
| Claudia Rivero Christina Aicardi  | Dobles     | Cuba 2 - 0             | Guatemala 2 - 0          | Estados Unidos 0 - 2   | No clasificó      | No clasificó    | 5                 |
| Lorena Duany Alejandra Monteverde | Dobles     | Brasil 2 - 0           | Venezuela 2 - 0          | Canadá 0 - 2           | No clasificó      | No clasificó    | 5                 |

Masculino

| Atleta                              | Evento     | Ronda de 32        | Ronda de 16          | Cuartos de final | Semifinal       | Final           | Posición Final |
| Atleta                              | Evento     | Rival Resultado    | Rival Resultado      | Rival Resultado  | Rival Resultado | Rival Resultado | Posición Final |
| ----------------------------------- | ---------- | ------------------ | -------------------- | ---------------- | --------------- | --------------- | -------------- |
| Mario Cuba                          | Individual | Job Castillo 2 - 0 | Kevin Cordón 0 - 2   | No clasificó     | No clasificó    | No clasificó    | 9              |
| Rodrigo Pacheco                     | Individual | Andrés López 2 - 0 | Charles Pyne 1 - 2   | No clasificó     | No clasificó    | No clasificó    | 9              |
| Martín del Valle                    | Individual | Lino Muñoz 0 - 2   | No clasificó         | No clasificó     | No clasificó    | No clasificó    | 17             |
| Antonio de Vinatea Martín del Valle | Dobles     | ——————             | Estados Unidos 0 - 2 | No clasificó     | No clasificó    | No clasificó    | 9              |

Mixto
| Atleta                         | Evento | Ronda de 32     | Ronda de 16     | Cuartos de final | Semifinal            | Final           | Posición Final    |
| Atleta                         | Evento | Rival Resultado | Rival Resultado | Rival Resultado  | Rival Resultado      | Rival Resultado | Posición Final    |
| ------------------------------ | ------ | --------------- | --------------- | ---------------- | -------------------- | --------------- | ----------------- |
| Rodrigo Pacheco Claudia Rivero | Mixtos | —————           | México 2 - 0    | Guatemala 2 - 0  | Estados Unidos 0 - 2 | No clasificó    | Medalla de bronce |
| Mario Cuba Lorena Duany        | Mixtos | Brasil 2 - 0    | Canadá 0 - 2    | No clasificó     | No clasificó         | No clasificó    | 9                 |

### Bolos
Femenino
| Atleta           | Evento     | Eliminatorias | Eliminatorias | Eliminatorias | Eliminatorias | Eliminatorias | Eliminatorias | Eliminatorias | Eliminatorias | Eliminatorias | Eliminatorias | Eliminatorias | Eliminatorias | Eliminatorias | Eliminatorias | Eliminatorias | Cuartos de final | Semifinal    | Final        | Posición Final |
| Atleta           | Evento     | Bloque 1      | Bloque 1      | Bloque 1      | Bloque 1      | Bloque 1      | Bloque 1      | Bloque 2      | Bloque 2      | Bloque 2      | Bloque 2      | Bloque 2      | Bloque 2      | Total         | Promedio      | Posición      | Cuartos de final | Semifinal    | Final        | Posición Final |
| Atleta           | Evento     | 1             | 2             | 3             | 4             | 5             | 6             | 7             | 8             | 9             | 10            | 11            | 12            | Total         | Promedio      | Posición      | Cuartos de final | Semifinal    | Final        | Posición Final |
| ---------------- | ---------- | ------------- | ------------- | ------------- | ------------- | ------------- | ------------- | ------------- | ------------- | ------------- | ------------- | ------------- | ------------- | ------------- | ------------- | ------------- | ---------------- | ------------ | ------------ | -------------- |
| Connie Seragaki  | Individual | 174           | 155           | 190           | 146           | 185           | 181           | 168           | 201           | 179           | 181           | 178           | 156           | 2094          | 174.5         | 25            | No clasificó     | No clasificó | No clasificó | 25             |
| Verónica Delgado | Individual | 159           | 190           | 167           | 160           | 144           | 166           | 172           | 153           | 163           | 141           | 138           | 144           | 1897          | 158.1         | 30            | No clasificó     | No clasificó | No clasificó | 30             |

| Atleta                           | Evento | Bloque 1 | Bloque 1 | Bloque 1 | Bloque 1 | Bloque 1 | Bloque 1 | Bloque 1 | Bloque 1 | Bloque 2 | Bloque 2 | Bloque 2 | Bloque 2 | Bloque 2 | Bloque 2 | Bloque 2 | Bloque 2 | Gran total | Posición Final |
| Atleta                           | Evento | 1        | 2        | 3        | 4        | 5        | 6        | Total    | Promedio | 7        | 8        | 9        | 10       | 11       | 12       | Total    | Promedio | Gran total | Posición Final |
| -------------------------------- | ------ | -------- | -------- | -------- | -------- | -------- | -------- | -------- | -------- | -------- | -------- | -------- | -------- | -------- | -------- | -------- | -------- | ---------- | -------------- |
| Verónica Delgado Connie Seragaki | Dobles | 167      | 150      | 183      | 178      | 140      | 174      | 992      | 165.3    | 161      | 189      | 160      | 188      | 185      | 237      | 2112     | 176.0    | 4180       | 13             |
| Verónica Delgado Connie Seragaki | Dobles | 115      | 179      | 194      | 157      | 181      | 176      | 1002     | 167.0    | 160      | 193      | 212      | 159      | 178      | 164      | 2068     | 172.3    | 4180       | 13             |

Masculino

| Atleta          | Evento     | Eliminatorias | Eliminatorias | Eliminatorias | Eliminatorias | Eliminatorias | Eliminatorias | Eliminatorias | Eliminatorias | Eliminatorias | Eliminatorias | Eliminatorias | Eliminatorias | Eliminatorias | Eliminatorias | Eliminatorias | Cuartos de final | Semifinal    | Final        | Posición Final |
| Atleta          | Evento     | Bloque 1      | Bloque 1      | Bloque 1      | Bloque 1      | Bloque 1      | Bloque 1      | Bloque 2      | Bloque 2      | Bloque 2      | Bloque 2      | Bloque 2      | Bloque 2      | Total         | Promedio      | Posición      | Cuartos de final | Semifinal    | Final        | Posición Final |
| Atleta          | Evento     | 1             | 2             | 3             | 4             | 5             | 6             | 7             | 8             | 9             | 10            | 11            | 12            | Total         | Promedio      | Posición      | Cuartos de final | Semifinal    | Final        | Posición Final |
| --------------- | ---------- | ------------- | ------------- | ------------- | ------------- | ------------- | ------------- | ------------- | ------------- | ------------- | ------------- | ------------- | ------------- | ------------- | ------------- | ------------- | ---------------- | ------------ | ------------ | -------------- |
| Victor Tateishi | Individual | 177           | 228           | 203           | 176           | 175           | 235           | 164           | 194           | 212           | 182           | 245           | 145           | 2336          | 194.7         | 22            | No clasificó     | No clasificó | No clasificó | 22             |
| Adolfo Vargas   | Individual | 211           | 202           | 196           | 170           | 210           | 214           | 205           | 174           | 181           | 221           | 174           | 179           | 2337          | 194.8         | 20            | No clasificó     | No clasificó | No clasificó | 20             |

| Atleta                        | Evento | Bloque 1 | Bloque 1 | Bloque 1 | Bloque 1 | Bloque 1 | Bloque 1 | Bloque 1 | Bloque 1 | Bloque 2 | Bloque 2 | Bloque 2 | Bloque 2 | Bloque 2 | Bloque 2 | Bloque 2 | Bloque 2 | Gran total | Posición Final |
| Atleta                        | Evento | 1        | 2        | 3        | 4        | 5        | 6        | Total    | Promedio | 7        | 8        | 9        | 10       | 11       | 12       | Total    | Promedio | Gran total | Posición Final |
| ----------------------------- | ------ | -------- | -------- | -------- | -------- | -------- | -------- | -------- | -------- | -------- | -------- | -------- | -------- | -------- | -------- | -------- | -------- | ---------- | -------------- |
| Victor Tateishi Adolfo Vargas | Dobles | 197      | 179      | 169      | 194      | 192      | 172      | 1103     | 183.8    | 155      | 203      | 168      | 181      | 178      | 226      | 2214     | 184.5    | 4358       | 14             |
| Victor Tateishi Adolfo Vargas | Dobles | 202      | 181      | 207      | 206      | 162      | 194      | 1152     | 192.0    | 156      | 179      | 179      | 154      | 176      | 148      | 2144     | 178.7    | 4358       | 14             |

### Boxeo
Masculino

| Atleta             | Evento | Ronda de 16     | Cuartos de final           | Semifinal       | Final           | Posición Final |
| Atleta             | Evento | Rival Resultado | Rival Resultado            | Rival Resultado | Rival Resultado | Posición Final |
| ------------------ | ------ | --------------- | -------------------------- | --------------- | --------------- | -------------- |
| Luis Ángel Miranda | 69 kg  | —————           | Mian-Imtiaz Hussain 8 - 21 | No clasificó    | No clasificó    | 5              |

### Equitación
Salto
Salto de obstáculos individual
| Atleta                 | Caballo     | Evento     | Clasificación | Clasificación | Clasificación | Clasificación | Clasificación | Clasificación | Final        | Final        | Final        | Final        | Total  | Total    |
| Atleta                 | Caballo     | Evento     | Ronda 1       | Ronda 1       | Ronda 2       | Ronda 2       | Ronda 3       | Ronda 3       | Ronda A      | Ronda A      | Ronda B      | Ronda B      | Total  | Total    |
| Atleta                 | Caballo     | Evento     | Faltas        | Posición      | Faltas        | Posición      | Faltas        | Posición      | Faltas       | Posición     | Faltas       | Posición     | Faltas | Posición |
| ---------------------- | ----------- | ---------- | ------------- | ------------- | ------------- | ------------- | ------------- | ------------- | ------------ | ------------ | ------------ | ------------ | ------ | -------- |
| María Paz Gastañeta    | Gabriel     | Individual | 12.32         | 45            | 8.00          | 27            | 4.00          | 18            | No clasificó | No clasificó | No clasificó | No clasificó | 24.32  | 32       |
| Michelle Navarro Grau  | Tibetano    | Individual | 11.13         | 42            | 20.00         | 47            | 8.00          | 34            | No clasificó | No clasificó | No clasificó | No clasificó | 39.13  | 47       |
| Jenefer Anne Teague    | Tlalpi L.S. | Individual | 15.70         | 52            | 14.00         | 44            | No clasificó  | No clasificó  | No clasificó | No clasificó | No clasificó | No clasificó | —————  | —————    |
| Alonso Napoleón Valdez | United III  | Individual | 38.80         | 54            | Retirado      | Retirado      | No clasificó  | No clasificó  | No clasificó | No clasificó | No clasificó | No clasificó | —————  | —————    |

Salto de obstáculos por equipos
| Atleta                                                                               | Caballo                                 | Evento  | Clasificación | Clasificación | Final   | Final    | Final        | Final        | Total  | Total    |
| Atleta                                                                               | Caballo                                 | Evento  | Clasificación | Clasificación | Ronda 1 | Ronda 1  | Ronda 2      | Ronda 2      | Total  | Total    |
| Atleta                                                                               | Caballo                                 | Evento  | Faltas        | Posición      | Faltas  | Posición | Faltas       | Posición     | Faltas | Posición |
| ------------------------------------------------------------------------------------ | --------------------------------------- | ------- | ------------- | ------------- | ------- | -------- | ------------ | ------------ | ------ | -------- |
| María Paz Gastañeta Michelle Navarro Grau Jenefer Anne Teague Alonso Napoleón Valdez | Gabriel Tibetano Tlalpi L.S. United III | Equipos | 39.15         | 12            | 42.00   | 12       | No clasificó | No clasificó | —————  | —————    |

### Esquí acuático
Femenino
| Atleta                     | Evento  | Preliminar | Preliminar | Final        | Final        |
| Atleta                     | Evento  | Puntos     | Posición   | Puntos       | Posición     |
| -------------------------- | ------- | ---------- | ---------- | ------------ | ------------ |
| Maria Delfina Cuglievan    | Figuras | No comenzó | No comenzó | No clasificó | No clasificó |
| Natalia Josefina Cuglievan | Figuras | 5960       | 4          | 6090         | 4            |
| Maria Delfina Cuglievan    | Slalom  | 25.50      | 4          | 28.50        | 4            |
| Ivanna Cuglievan           | Slalom  | 17.00      | 10         | No clasificó | No clasificó |
| Maria Delfina Cuglievan    | Salto   | 41.30      | 3          | 41.00        | 4            |
| Maria Delfina Cuglievan    | Overall | —————      | —————      | No comenzó   | No comenzó   |

Masculino
| Atleta               | Evento    | Preliminar | Preliminar | Final        | Final        |
| Atleta               | Evento    | Puntos     | Posición   | Puntos       | Posición     |
| -------------------- | --------- | ---------- | ---------- | ------------ | ------------ |
| Mario Andrés Mustafa | Slalom    | 23.00      | 15         | No clasificó | No clasificó |
| Mario Andrés Mustafa | Salto     | 50.40      | 9          | No clasificó | No clasificó |
| Sebastián Harmsén    | Wakeboard | 20.00      | 4          | 22.89        | 7            |

### Gimnasia artística
Femenino
| Atleta | Evento | Preliminar            | Preliminar         | Preliminar | Preliminar | Preliminar | Preliminar          | Final   | Final   | Final   | Final   | Final | Final          |   |       |     |     |       |    |
| Atleta | Evento | Aparato               | Aparato            | Aparato    | Aparato    | Total      | Posición preliminar | Aparato | Aparato | Aparato | Aparato | Total | Posición Final |   |       |     |     |       |    |
| ------ | ------ | --------------------- | ------------------ | ---------- | ---------- | ---------- | ------------------- | ------- | ------- | ------- | ------- | ----- | -------------- | - | ----- | --- | --- | ----- | -- |
| Atleta | Evento | Sandra Mary Collantes | General individual | 13.625     | 10.375     | Total      | Posición preliminar | 11.800  | 12.825  | 48.625  | 34      | Total | Posición Final | — | 9.625 | ——— | ——— | 9.625 | 24 |

Masculino
| Atleta             | Evento | Preliminar          | Preliminar         | Preliminar | Preliminar | Preliminar | Preliminar | Preliminar | Preliminar          | Final   | Final   | Final   | Final   | Final        | Final        | Final        | Final          |              |              |              |              |
| Atleta             | Evento | Aparato             | Aparato            | Aparato    | Aparato    | Aparato    | Aparato    | Total      | Posición preliminar | Aparato | Aparato | Aparato | Aparato | Aparato      | Aparato      | Total        | Posición Final |              |              |              |              |
| ------------------ | ------ | ------------------- | ------------------ | ---------- | ---------- | ---------- | ---------- | ---------- | ------------------- | ------- | ------- | ------- | ------- | ------------ | ------------ | ------------ | -------------- | ------------ | ------------ | ------------ | ------------ |
| Atleta             | Evento | Mario Paulo Berrios | General individual | 12.150     | —————      | —————      | 14.450     | Total      | Posición preliminar | 12.450  | 11.850  | 50.900  | 46      | No clasificó | No clasificó | No clasificó | No clasificó   | No clasificó | No clasificó | No clasificó | No clasificó |
| José Carlos Quilla | 11.850 | 10.700              | General individual | 11.800     | 13.250     | 11.600     | 11.600     | 70.800     | 32                  | 12.800  | 9.500   | 11.500  | 14.400  | 11.850       | 11.650       | 71.700       | 20             |              |              |              |              |

### Judo
Femenino
| Atleta               | Evento | Preliminar             | Cuartos de final         | Semifinal                | Final                    | Posición Final           |
| Atleta               | Evento | Rival Resultado        | Rival Resultado          | Rival Resultado          | Rival Resultado          | Posición Final           |
| -------------------- | ------ | ---------------------- | ------------------------ | ------------------------ | ------------------------ | ------------------------ |
| Lesly Carolyn Cano   | -48 kg | Paula Pareto 000 - 110 | No clasificó (Repechaje) | No clasificó (Repechaje) | No clasificó (Repechaje) | No clasificó (Repechaje) |
| Lesley Angela Huaman | -52 kg | ——————                 | Yanet Bermoy 000S1 - 101 | No clasificó (Repechaje) | No clasificó (Repechaje) | No clasificó (Repechaje) |

Repechaje
| Atleta               | Evento | Repechaje - Primera ronda        | Repechaje - Semifinal       | Repechaje - Final | Posición Final |
| Atleta               | Evento | Rival Resultado                  | Rival Resultado             | Rival Resultado   | Posición Final |
| -------------------- | ------ | -------------------------------- | --------------------------- | ----------------- | -------------- |
| Lesly Carolyn Cano   | -48 kg | Luz Adiela Álvarez 000S3 - 120S1 | No clasificó                | No clasificó      | 9              |
| Lesley Angela Huaman | -52 kg | —————————                        | Yulieth Sánchez Fusen-Gachi | No clasificó      | 7              |

Masculino
| Atleta               | Evento  | Preliminar                   | Cuartos de final                   | Semifinal                  | Final                    | Posición Final           |
| Atleta               | Evento  | Rival Resultado              | Rival Resultado                    | Rival Resultado            | Rival Resultado          | Posición Final           |
| -------------------- | ------- | ---------------------------- | ---------------------------------- | -------------------------- | ------------------------ | ------------------------ |
| Juan Postigos        | -60 kg  | ——————                       | Kenny Godoy 100 - 000S4            | Nabor Castillo 000S1 - 001 | No clasificó (Repechaje) | No clasificó (Repechaje) |
| Humberto Alonso Wong | -66 kg  | Sasha Mehmedovic 001S2 - 002 | No clasificó                       | No clasificó               | No clasificó             | 10                       |
| German Velazco       | -81 kg  | ——————                       | Leandro Guilheiro 000S4 - 101      | No clasificó (Repechaje)   | No clasificó (Repechaje) | No clasificó (Repechaje) |
| Carlos Erick Zegarra | +100 kg | ——————                       | Luis Ignasio Salazar 000S2 - 001S1 | No clasificó (Repechaje)   | No clasificó (Repechaje) | No clasificó (Repechaje) |

Repechaje
| Atleta               | Evento  | Repechaje - Primera ronda        | Repechaje - Semifinal        | Repechaje - Final                 | Posición Final    |
| Atleta               | Evento  | Rival Resultado                  | Rival Resultado              | Rival Resultado                   | Posición Final    |
| -------------------- | ------- | -------------------------------- | ---------------------------- | --------------------------------- | ----------------- |
| Juan Postigos        | -60 kg  | ———————————————                  | ———————————————              | José Ernesto Romero 100S2 - 001S4 | Medalla de bronce |
| German Velazco       | -81 kg  | Luis Retamales 100 - 000         | Emmanuel Lucenti 000 - 100S1 | No clasificó                      | 7                 |
| Carlos Erick Zegarra | +100 kg | Darrel Akim Castillo 100 - 000S1 | Pablo Figueroa 000S3 - 010S1 | No clasificó                      | 7                 |

### Karate
Femenino
| Atleta           | Evento | Fase de grupos                                                   | Semifinal               | Final                  | Posición Final   |
| Atleta           | Evento | Rival Resultado                                                  | Rival Resultado         | Rival Resultado        | Posición Final   |
| ---------------- | ------ | ---------------------------------------------------------------- | ----------------------- | ---------------------- | ---------------- |
| Alexandra Grande | -61 kg | Daniela Suarez 2 - 2 Yaremi Borzelli 0 - 0 Golrokh Khalili 9 - 0 | Marisca Verspaget 2 - 0 | Bertha Gutierrez 0 - 2 | Medalla de plata |

Masculino
| Atleta           | Evento | Fase de grupos                                                  | Semifinal       | Final           | Posición Final |
| Atleta           | Evento | Rival Resultado                                                 | Rival Resultado | Rival Resultado | Posición Final |
| ---------------- | ------ | --------------------------------------------------------------- | --------------- | --------------- | -------------- |
| Dennis Lazo      | -60 kg | Manual Araujo 0 - 0 Douglas Brouse 0 - 1 Norberto Sosa 0 - 5    | No clasificó    | No clasificó    | No clasificó   |
| Jesús Paucarcaja | -67 kg | Carlos Galán 5 - 4 Jean Carlos Peña 0 - 4 Daniel Carrillo 1 - 4 | No clasificó    | No clasificó    | No clasificó   |
| Israel Aco       | -75 kg | Lester Zamora 1 - 2 Antonio Gutierrez 1 - 0 David Dubo 0 - 2    | No clasificó    | No clasificó    | No clasificó   |
| Edwin Assereto   | -84 kg | César Herrera 0 - 0 Jorge Pérez 1 - 3 José Héctor Paz 1 - 0     | No clasificó    | No clasificó    | No clasificó   |

### Levantamiento de pesas
Femenino
| Atleta                    | Evento | Arrancada | Arrancada | Envión | Envión   | Total | Posición |
| Atleta                    | Evento | Total     | Posición  | Total  | Posición | Total | Posición |
| ------------------------- | ------ | --------- | --------- | ------ | -------- | ----- | -------- |
| Fiorela del Rocío Ramírez | 48 kg  | 58        | 9         | 78     | 9        | 136   | 9        |
| Silvana Saldarriaga       | 63 kg  | 74        | 6         | 100    | 6        | 174   | 6        |

Masculino

| Atleta       | Evento | Arrancada | Arrancada | Envión | Envión   | Total | Posición |
| Atleta       | Evento | Total     | Posición  | Total  | Posición | Total | Posición |
| ------------ | ------ | --------- | --------- | ------ | -------- | ----- | -------- |
| Hernán Viera | 94 kg  | 135       | 9         | 170    | 10       | 305   | 10       |

### Lucha
Femenino
| Atleta                | Evento      | Cuartos de final         | Semifinal       | Repesca                        | Final           | Posición Final |
| Atleta                | Evento      | Rival Resultado          | Rival Resultado | Rival Resultado                | Rival Resultado | Posición Final |
| --------------------- | ----------- | ------------------------ | --------------- | ------------------------------ | --------------- | -------------- |
| Flor Quispe           | 48 kg libre | Carolina Castillo 0 - 3  | No clasificó    | No clasificó                   | No clasificó    | 7              |
| Jenny Vanessa Mallqui | 55 kg libre | Tonya Linn Verbeek 0 - 3 | ———             | Lissette Alexandra Antes 1 - 3 | No clasificó    | 6              |
| Yanet Ursula Sovero   | 63 kg libre | Sandra Bibiana Roa 1 - 3 | No clasificó    | No clasificó                   | No clasificó    | 7              |

Masculino

| Atleta               | Evento             | Cuartos de final           | Semifinal       | Repesca                     | Final           | Posición Final |
| Atleta               | Evento             | Rival Resultado            | Rival Resultado | Rival Resultado             | Rival Resultado | Posición Final |
| -------------------- | ------------------ | -------------------------- | --------------- | --------------------------- | --------------- | -------------- |
| Pool Ambrocio        | 74 kg libre        | Matthew Judah Gentry 0 - 3 | No clasificó    | No clasificó                | No clasificó    | 7              |
| Cristhian Palavecino | 55 kg grecorromana | Jorge Cardozo 0 - 3        | ———             | Francisco Encarnación 0 - 3 | No clasificó    | 5              |
| Sixto César Barrera  | 74 kg grecorromana | Hansel Mercedes 0 - 3      | No clasificó    | No clasificó                | No clasificó    | 7              |

### Natación
Femenino
| Atleta                                                                                               | Evento                        | Eliminatoria | Eliminatoria | Final        | Final        |
| Atleta                                                                                               | Evento                        | Tiempo       | Posición     | Tiempo       | Posición     |
| --- | ----------------------------- | ------------ | ------------ | ------------ | ------------ |
| Oriele Espinoza                                                                                      | 100 metros mariposa           | 1:06.16      | 20           | No clasificó | No clasificó |
| Andrea Cedrón                                                                                        | 200 metros libre              | 2:08.36      | 11           | 2:06.81      | 12           |
| Oriele Espinoza                                                                                      | 200 metros mariposa           | No comenzó   | No comenzó   | No clasificó | No clasificó |
| María Alejandra Torres                                                                               | 200 metros combinado          | 2:30.53      | 17           | No clasificó | No clasificó |
| Andrea Cedrón                                                                                        | 400 metros libre              | 4:33.75      | 16           | 4:26.76      | 13           |
| María Alejandra Torres                                                                               | 400 metros combinado          | 5:27.30      | 21           | No clasificó | No clasificó |
| Patricia Quevedo                                                                                     | 400 metros combinado          | 5:13.30      | 13           | 5:20.50      | 15           |
| Daniela Kaori Miyahara                                                                               | 800 metros libre              | 9:21.64      | 14           | No clasificó | No clasificó |
| Andrea Cedrón Oriele Espinoza Daniela Kaori Miyahara Mariangela Macchiavello                         | 4x100 metros relevo libre     | 4:04.88      | 8            | 4:00.64      | 8            |
| Andrea Cedrón Daniela Kaori Miyahara Mariangela Macchiavello Patricia Quevedo                        | 4x100 metros relevo combinado | 4:39.27      | 9            | No clasificó | No clasificó |
| Andrea Cedrón Daniela Kaori Miyahara María Alejandra Torres Mariangela Macchiavello Patricia Quevedo | 4x200 metros relevo libre     | 8:51.52      | 6            | 8:42.24      | 7            |

Masculino

| Atleta                                                                      | Evento                        | Eliminatoria | Eliminatoria | Final         | Final         |
| Atleta                                                                      | Evento                        | Tiempo       | Posición     | Tiempo        | Posición      |
| --------------------------------------------------------------------------- | ----------------------------- | ------------ | ------------ | ------------- | ------------- |
| Gerardo Huidobro                                                            | 100 metros pecho              | 1:05.62      | 16           | 1:05.68       | 16            |
| Mauricio Rafael Fiol                                                        | 100 metros mariposa           | 54.56        | 10           | 54.26         | 10            |
| Sebastián Jahnsen                                                           | 200 metros libre              | 1:55.10      | 17           | 1:55.26       | 16            |
| Mauricio Rafael Fiol                                                        | 200 metros espalda            | 2:11.75      | 11           | No clasificó  | No clasificó  |
| Gerardo Huidobro                                                            | 200 metros pecho              | 2:27.78      | 15           | 2:23.51       | 11            |
| Mauricio Rafael Fiol                                                        | 200 metros mariposa           | 2:01.91      | 8            | 2:03.36       | 8             |
| Sebastián Jahnsen                                                           | 200 metros combinado          | 2:26.70      | 15           | No clasificó  | No clasificó  |
| Sebastián Jahnsen                                                           | 400 metros libre              | 4:13.73      | 13           | 4:05.56       | 13            |
| Sebastián Jahnsen                                                           | 1500 metros libre             | 16:16.90     | 12           | No clasificó  | No clasificó  |
| Sebastián Jahnsen Mauricio Rafael Fiol Jesús Augusto Monge Gerardo Huidobro | 4x100 metros relevo libre     | 3:39.17      | 7            | 3:47.55       | 8             |
| Sebastián Jahnsen Mauricio Rafael Fiol Jesús Augusto Monge Gerardo Huidobro | 4x100 metros relevo combinado | 3:57.42      | 9            | No clasificó  | No clasificó  |
| Sebastián Jahnsen Mauricio Rafael Fiol Jesús Augusto Monge Gerardo Huidobro | 4x200 metros relevo libre     | 7:51.08      | 5            | Descalificado | Descalificado |

### Pelota vasca
Masculino

| Atleta                                           | Evento                     | Fase preliminar | Fase preliminar | Fase preliminar | Fase preliminar | Semifinal       | Medalla de Bronce | Medalla de Oro  |
| Atleta                                           | Evento                     | Rival Resultado | Rival Resultado | Rival Resultado | Rival Resultado | Rival Resultado | Rival Resultado   | Rival Resultado |
| ------------------------------------------------ | -------------------------- | --------------- | --------------- | --------------- | --------------- | --------------- | ----------------- | --------------- |
| Leonardo Lucas Benique Cristopher Kevin Martinez | Pelota de goma dobles 30 m | Uruguay 0 - 2   | México 0 - 2    | Venezuela 0 - 2 | Cuba 0 - 2      | No clasificó    | No clasificó      | No clasificó    |

### Remo
Femenino
| Atleta            | Evento                    | Clasificación | Clasificación | Repechaje | Repechaje | Final (A/B) | Final (A/B) | Posición Final |
| Atleta            | Evento                    | Tiempo        | Posición      | Tiempo    | Posición  | Tiempo      | Posición    | Posición Final |
| ----------------- | ------------------------- | ------------- | ------------- | --------- | --------- | ----------- | ----------- | -------------- |
| Claudia Caballero | Un par cortos peso ligero | 9:41.20       | 4             | 8:35.37   | 6         | 8:26.80     | 2           | 8              |

Masculino
| Atleta                  | Evento                       | Clasificación | Clasificación | Repechaje | Repechaje | Final (A/B) | Final (A/B) | Posición Final |
| Atleta                  | Evento                       | Tiempo        | Posición      | Tiempo    | Posición  | Tiempo      | Posición    | Posición Final |
| ----------------------- | ---------------------------- | ------------- | ------------- | --------- | --------- | ----------- | ----------- | -------------- |
| Victor Aspillaga        | Un par de remos cortos       | 7:30.30       | 3             | 7:29.91   | 3         | 7:17.59     | 2           | 8              |
| Niko Kissic Renzo León  | Doble par cortos peso ligero | 7:01.12       | 4             | 6:51.05   | 3         | 6:47.82     | 2           | 8              |
| Manuel Lama Diego Mejía | Dos remos largos             | 7:46.49       | 4             | 7:21.83   | 4         | 7:20.00     | 2           | 8              |

### Squash
Masculino

| Atleta                   | Evento     | Ronda de 32              | Ronda de 16           | Cuartos de final | Semifinal       | Final           | Posición Final |
| Atleta                   | Evento     | Rival Resultado          | Rival Resultado       | Rival Resultado  | Rival Resultado | Rival Resultado | Posición Final |
| ------------------------ | ---------- | ------------------------ | --------------------- | ---------------- | --------------- | --------------- | -------------- |
| Andrés Duany             | Individual | Byron García 3 - 0       | Gonzalo Miranda 0 - 3 | No clasificó     | No clasificó    | No clasificó    | 9              |
| Alonso Escudero          | Individual | Hernán D'Arcangelo 0 - 3 | No clasificó          | No clasificó     | No clasificó    | No clasificó    | 17             |
| Andrés Duany Diego Elías | Dobles     | ———————                  | Paraguay 0 - 2 (w/o)  | No clasificó     | No clasificó    | No clasificó    | 9              |

| Atleta                                   | Evento  | Preliminar Fase de grupos | Preliminar Fase de grupos | Preliminar Fase de grupos | Cuartos de final | Semifinal       | Final           | Posición Final |
| Atleta                                   | Evento  | Rival Resultado           | Rival Resultado           | Rival Resultado           | Rival Resultado  | Rival Resultado | Rival Resultado | Posición Final |
| ---------------------------------------- | ------- | ------------------------- | ------------------------- | ------------------------- | ---------------- | --------------- | --------------- | -------------- |
| Andrés Duany Diego Elías Alonso Escudero | Equipos | Argentina 1 - 2           | Brasil 0 - 3              | Paraguay 1 - 2            | No clasificó     | No clasificó    | No clasificó    | 10             |

### Taekwondo
Femenino
| Atleta                    | Evento | Octavos de final      | Cuartos de final     | Semifinal              | Final              | Posición Final   |
| Atleta                    | Evento | Rival Resultado       | Rival Resultado      | Rival Resultado        | Rival Resultado    | Posición Final   |
| ------------------------- | ------ | --------------------- | -------------------- | ---------------------- | ------------------ | ---------------- |
| Lizbeth Diez-Canseco      | -49 kg | Fiama Salazar 14 - 7  | Mónica Olarte 11 - 6 | Jannet Alegría 15 - 14 | Ivett Gonda 6 - 13 | Medalla de plata |
| Elizabeth Geisha Alvarado | -57 kg | Yeni Contreras 4 - 10 | No clasificó         | No clasificó           | No clasificó       | 9                |

Masculino

| Atleta             | Evento | Octavos de final     | Cuartos de final | Semifinal       | Final           | Posición Final |
| Atleta             | Evento | Rival Resultado      | Rival Resultado  | Rival Resultado | Rival Resultado | Posición Final |
| ------------------ | ------ | -------------------- | ---------------- | --------------- | --------------- | -------------- |
| Peter López Santos | -68 kg | Leandro García 4 - 3 | Ángel Mora 4 - 5 | No clasificó    | No clasificó    | 5              |

### Tenis
Femenino
| Atleta                               | Evento     | Ronda preliminar             | Dieciseisavos de final       | Octavos de final             | Cuartos de final     | Semifinal       | Final           | Posición Final |
| Atleta                               | Evento     | Rival Resultado              | Rival Resultado              | Rival Resultado              | Rival Resultado      | Rival Resultado | Rival Resultado | Posición Final |
| ------------------------------------ | ---------- | ---------------------------- | ---------------------------- | ---------------------------- | -------------------- | --------------- | --------------- | -------------- |
| Patricia Kú Flores                   | Individual | ——————                       | Andrea Koch Benvenuto 0 - 2  | No clasificó                 | No clasificó         | No clasificó    | No clasificó    | 17             |
| Ximena Siles-Luna                    | Individual | ——————                       | Daniela Seguel 1 - 2         | No clasificó                 | No clasificó         | No clasificó    | No clasificó    | 17             |
| Bianca Botto                         | Individual | ——————                       | Teliana Pereira 2 - 0        | Catalina Castaño 2 - 0       | Irina Falconi 0 - 2  | No clasificó    | No clasificó    | 5              |
| Patricia Kú Flores Ximena Siles-Luna | Dobles     | ———————————————————————————— | ———————————————————————————— | ———————————————————————————— | Estados Unidos 0 - 2 | No clasificó    | No clasificó    | 5              |

Masculino

| Atleta                       | Evento     | Ronda preliminar   | Dieciseisavos de final | Octavos de final     | Cuartos de final | Semifinal       | Final           | Posición Final |
| Atleta                       | Evento     | Rival Resultado    | Rival Resultado        | Rival Resultado      | Rival Resultado  | Rival Resultado | Rival Resultado | Posición Final |
| ---------------------------- | ---------- | ------------------ | ---------------------- | -------------------- | ---------------- | --------------- | --------------- | -------------- |
| Iván Miranda                 | Individual | Piero Luisi 2 - 1  | Horacio Zeballos 2 - 0 | Jorge Aguilar 1 - 2  | No clasificó     | No clasificó    | No clasificó    | 9              |
| Mauricio Echazú              | Individual | Marvin Rolle 0 - 2 | No clasificó           | No clasificó         | No clasificó     | No clasificó    | No clasificó    | 33             |
| Duilio Beretta               | Individual | José Benítez 2 - 0 | Greg Ouellette 0 - 2   | No clasificó         | No clasificó     | No clasificó    | No clasificó    | 17             |
| Iván Miranda Mauricio Echazú | Dobles     | —————————————————  | —————————————————      | Estados Unidos 0 - 2 | No clasificó     | No clasificó    | No clasificó    | 9              |

Mixto
| Atleta                      | Evento       | Ronda preliminar  | Cuartos de final | Semifinal       | Final           | Posición Final |
| Atleta                      | Evento       | Rival Resultado   | Rival Resultado  | Rival Resultado | Rival Resultado | Posición Final |
| --------------------------- | ------------ | ----------------- | ---------------- | --------------- | --------------- | -------------- |
| Bianca Botto Duilio Beretta | Dobles Mixto | Puerto Rico 2 - 1 | Brasil 0 - 2     | No clasificó    | No clasificó    | 5              |

### Tenis de mesa
Femenino
| Atleta                                  | Evento     | Fase de grupos       | Fase de grupos             | Fase de grupos         | Dieciseisavos de final | Octavos de final   | Cuartos de final | Semifinal       | Final           | Posición Final |
| Atleta                                  | Evento     | Rival Resultado      | Rival Resultado            | Rival Resultado        | Rival Resultado        | Rival Resultado    | Rival Resultado  | Rival Resultado | Rival Resultado | Posición Final |
| --------------------------------------- | ---------- | -------------------- | -------------------------- | ---------------------- | ---------------------- | ------------------ | ---------------- | --------------- | --------------- | -------------- |
| Ángela Mori                             | Individual | Fabiola Ramos 0 - 4  | Judith Morales 4 - 3       | Johana Araque 0 - 4    | No clasificó           | No clasificó       | No clasificó     | No clasificó    | No clasificó    | 26             |
| María Soto                              | Individual | Zhang Mo 1 - 4       | Mónica Serrano 4 - 1       | Glendys Gonzalez 0 - 4 | No clasificó           | No clasificó       | No clasificó     | No clasificó    | No clasificó    | 30             |
| Francesca Vargas                        | Individual | Lisi Castillo 4 - 1  | Karla Pérez 4 - 0          | Lily Zhang 1 - 4       | Jessica Yamada 1 - 4   | No clasificó       | No clasificó     | No clasificó    | No clasificó    | 17             |
| Ángela Mori María Soto Francesca Vargas | Equipos    | Estados Unidos 0 - 3 | República Dominicana 1 - 3 | ——————————————————     | ——————————————————     | —————————————————— | No clasificó     | No clasificó    | No clasificó    | 11             |

Masculino

| Atleta      | Evento     | Fase de grupos         | Fase de grupos        | Fase de grupos        | Dieciseisavos de final | Octavos de final | Cuartos de final | Semifinal       | Final           | Posición Final |
| Atleta      | Evento     | Rival Resultado        | Rival Resultado       | Rival Resultado       | Rival Resultado        | Rival Resultado  | Rival Resultado  | Rival Resultado | Rival Resultado | Posición Final |
| ----------- | ---------- | ---------------------- | --------------------- | --------------------- | ---------------------- | ---------------- | ---------------- | --------------- | --------------- | -------------- |
| Juan Acosta | Individual | Dexter St. Louis 3 - 4 | Geovanny Coello 4 - 2 | Marcelo Aguirre 3 - 4 | No clasificó           | No clasificó     | No clasificó     | No clasificó    | No clasificó    | 22             |

### Tiro deportivo
Femenino
| Atleta                     | Evento                          | Clasificación | Clasificación | Final        | Final        |
| Atleta                     | Evento                          | Puntos        | Posición      | Puntos       | Posición     |
| -------------------------- | ------------------------------- | ------------- | ------------- | ------------ | ------------ |
| Diana Aurora Osorio        | Pistola de aire 10 metros       | 364-7x        | 18            | No clasificó | No clasificó |
| Miriam Mariana Quintanilla | Pistola de aire 10 metros       | 348-4x        | 25            | No clasificó | No clasificó |
| Karina Paola Rodriguez     | Rifle de aire 10 metros         | 383-18x       | 21            | No clasificó | No clasificó |
| Sara Gabriela Vizcarra     | Rifle de aire 10 metros         | 384-17x       | 18            | No clasificó | No clasificó |
| Diana Aurora Osorio        | Pistola 25 metros               | 560-10x       | 13            | No clasificó | No clasificó |
| Miriam Mariana Quintanilla | Pistola 25 metros               | 550-10x       | 17            | No clasificó | No clasificó |
| Karina Paola Rodriguez     | Rifle tres posiciones 50 metros | 559-18x       | 18            | No clasificó | No clasificó |
| Sara Gabriela Vizcarra     | Rifle tres posiciones 50 metros | 539-7x        | 23            | No clasificó | No clasificó |

Masculino
| Atleta                        | Evento                          | Clasificación | Clasificación | Final        | Final        |
| Atleta                        | Evento                          | Puntos        | Posición      | Puntos       | Posición     |
| ----------------------------- | ------------------------------- | ------------- | ------------- | ------------ | ------------ |
| Enrique Luis Arnaez           | Pistola de aire 10 metros       | 552-12x       | 27            | No clasificó | No clasificó |
| Alejandro Antonio García Miro | Pistola de aire 10 metros       | 559-13x       | 21            | No clasificó | No clasificó |
| Miguel Alonso Mejía           | Rifle de aire 10 metros         | 567-27x       | 23            | No clasificó | No clasificó |
| Cesar Renato Yui              | Rifle de aire 10 metros         | 578-31x       | 18            | No clasificó | No clasificó |
| Pedro Manuel José García Miro | Pistola tiro rápido 25 metros   | 514-8x        | 13            | No clasificó | No clasificó |
| Enrique Luis Arnaez           | Pistola 50 metros               | 534-5x        | 15            | No clasificó | No clasificó |
| Martín Iván Gálvez            | Pistola 50 metros               | 527-2x        | 21            | No clasificó | No clasificó |
| Guido Eliseo Farfán           | Rifle tendido 50 metros         | 578-24x       | 17            | No clasificó | No clasificó |
| Daniel Eduardo Vizcarra       | Rifle tendido 50 metros         | 527-19x       | 27            | No clasificó | No clasificó |
| Guido Eliseo Farfán           | Rifle tres posiciones 50 metros | 1092-31x      | 21            | No clasificó | No clasificó |
| Cesar Renato Yui              | Rifle tres posiciones 50 metros | 1118-26x      | 19            | No clasificó | No clasificó |
| Asier Josu Cilloniz           | Fosa                            | 117           | 9             | No clasificó | No clasificó |
| Álvaro Enrique Rodríguez      | Fosa                            | 106           | 25            | No clasificó | No clasificó |
| Asier Josu Cilloniz           | Doble fosa                      | 119           | 15            | No clasificó | No clasificó |
| Nicolás Elías Giha            | Skeet                           | 113           | 18            | No clasificó | No clasificó |
| Marco Rodolfo Matellini       | Skeet                           | 114           | 16            | No clasificó | No clasificó |

### Triatlón
Masculino
| Atleta      | Evento     | Triatlón | Triatlón | Triatlón | Triatlón | Triatlón | Tiempo Total | Posición Final |
| Atleta      | Evento     | Natación | T 1      | Ciclismo | T 2      | Carrera  | Tiempo Total | Posición Final |
| ----------- | ---------- | -------- | -------- | -------- | -------- | -------- | ------------ | -------------- |
| Dereck Mori | Individual | 19:32    | 19:56    | LAP      | LAP      | LAP      | LAP          | LAP            |

### Vela
Femenino

| Atleta                | Evento       | Regata | Regata | Regata | Regata | Regata | Regata | Regata | Regata | Regata | Regata | Regata | Puntos Netos | Posición Final |
| Atleta                | Evento       | 1      | 2      | 3      | 4      | 5      | 6      | 7      | 8      | 9      | 10     | M      | Puntos Netos | Posición Final |
| --------------------- | ------------ | ------ | ------ | ------ | ------ | ------ | ------ | ------ | ------ | ------ | ------ | ------ | ------------ | -------------- |
| Paloma Isabel Schmidt | Láser radial | 9      | (13)   | 10     | 8      | 6      | 4      | 4      | 12     | 4      | 9      | —      | 66           | 7              |

Masculino

| Atleta         | Evento      | Regata | Regata | Regata | Regata | Regata | Regata | Regata | Regata | Regata | Regata | Regata | Puntos Netos | Posición Final |
| Atleta         | Evento      | 1      | 2      | 3      | 4      | 5      | 6      | 7      | 8      | 9      | 10     | M      | Puntos Netos | Posición Final |
| -------------- | ----------- | ------ | ------ | ------ | ------ | ------ | ------ | ------ | ------ | ------ | ------ | ------ | ------------ | -------------- |
| Matías Canseco | Windsurfing | (10)   | 10     | 10     | 10     | 9      | 10     | 10     | 9      | 7      | 8      | —      | 83           | 10             |

Open

| Atleta                                                                      | Evento                | Regata | Regata | Regata | Regata | Regata | Regata | Regata | Regata | Regata | Regata | Regata | Puntos Netos | Posición Final |
| Atleta                                                                      | Evento                | 1      | 2      | 3      | 4      | 5      | 6      | 7      | 8      | 9      | 10     | M      | Puntos Netos | Posición Final |
| --------------------------------------------------------------------------- | --------------------- | ------ | ------ | ------ | ------ | ------ | ------ | ------ | ------ | ------ | ------ | ------ | ------------ | -------------- |
| Ignacio Roberto Arrospide Luis Alberto Olcese Joel Raffo Christian René Sas | J24 - Barco de Quilla | 3      | 4      | 3      | 5      | (6)    | 4      | 4      | 1      | 5      | 5      | 4      | 38           | 4              |
| Alexander Zimmermann                                                        | Sunfish               | 3      | 5      | 9      | (10)   | 6      | 7      | 5      | 5      | 2      | 3      | 8      | 53           | 4              |

### Voleibol
Femenino
| Equipo | Evento          | Fase de grupos                                      | Fase de grupos | Cuartos de final | Semifinal       | Final           | Puestos 5-8     | Puestos 5-6       | Posición Final |
| Equipo | Evento          | Rival Resultado                                     | Posición       | Rival Resultado  | Rival Resultado | Rival Resultado | Rival Resultado | Rival Resultado   | Posición Final |
| --- | --------------- | --------------------------------------------------- | -------------- | ---------------- | --------------- | --------------- | --------------- | ----------------- | -------------- |
| Angélica Aquino Mirtha Uribe Patricia Soto Vanessa Palacios Jessenia Uceda Yulissa Zamudio Luren Baylón Clarivett Yllescas Carla Rueda Elena Keldibekova Karla Ortiz Alexandra Muñoz | Torneo femenino | México 3 - 1 Estados Unidos 0 - 3 Puerto Rico 1 - 3 | 3              | Cuba 0 - 3       | No clasificó    | No clasificó    | Canadá 3 - 1    | Puerto Rico 0 - 3 | 6              |